# Chalk Farm
Chalk Farm (IPA: [ˈtʃɔːk]) è un quartiere del borgo londinese di Camden, che si trova a circa 4 chilometri a nord di Charing Cross.